# Heinrich Ely senior
Heinrich Ely (senior) (* 28. Oktober 1821 in Kassel; † 30. Oktober 1886 in Wehlheiden) war ein deutscher Glasmaler.

## Leben
Er war spätestens seit 1849 mit der 1897 letztmals als Witwe nachgewiesenen Anais Ely (geb. Fleury) verheiratet, Vater der Zwillingsbrüder Heinrich Ely (junior) und Ludwig Ely, die seine 1854 bis 1912 tätige Werkstatt nach seinem Tod fortführten, bald aber auch starben. Die Werkstatt, zunächst in Nantes ansässig, später in Kassel-Wehlheiden, realisierte Verglasungen im damaligen Deutschen Reich, in Frankreich und in den Vereinigten Staaten von Amerika.